# ラトケ嚢胞
ラトケ嚢胞（ラトケのうほう、英語: Rathke cleft tumor）は、ヒトの胎生期に下垂体が形成される過程において中間葉に生じうるラトケ嚢に由来する、主にトルコ鞍に生じる嚢胞である。

## 概要
多くはトルコ鞍内に生じる。ラトケ嚢が鞍間膜より上に存在するような例では嚢胞全体が鞍上部に位置することとなり、このようなものはESSRCC(Entirely Suprasellar Rathke Cleft Cysts)と呼ばれる。
嚢胞の内容物は一般にはムコイド様あるいはゼラチン様の液体であり、タンパク質とコレステロールを含む。嚢胞内にはしばしば結節が形成される(waxy nodule)。
無症状で経過するものが多く偶発腫瘍(en:incidentaloma) として発見されることもあるが、径10～20mmになると頭痛・視力視野障害・視床下部障害・下垂体機能障害といった下垂体腺腫様の症状を呈する。内容物に由来する炎症反応から下垂体の不可逆的な破壊を生じることもあるとされる。
嚢胞が破裂すると、内容物がクモ膜下腔へ漏出することにより無菌性髄膜炎を、また内容物が視神経に至ることで視力視野障害を、あるいは下垂体自体に影響し下垂体炎をきたしうる。周期性にラトケ嚢胞が破裂する例では周期的な頭痛や慢性炎症による汎下垂体機能低下に至ることとなる。
下垂体腺腫と同時に発生し衝突腫瘍(collision tumor)をなす例も知られている。非常に稀だが下垂体腺腫に取り込まれた状態となることもあり、嚢胞性変化を有する下垂体腺腫との鑑別は困難。

## 診断
MRIでは内容物(特にタンパク質濃度)に応じて高信号もしくは低信号の種々の像を呈し、経過の途中で信号が変化する場合もある。一般には明らかな造影増強効果を認めないが、嚢胞壁の高度の炎症や重層扁平上皮化をきたした例では壁の肥厚・造影や嚢胞内容液不均衡を認めるようになり、画像上は嚢胞性頭蓋咽頭腫との鑑別が困難となる。また圧迫された正常下垂体のため辺縁に薄い造影を認めることがある。T1強調像で高信号、T2強調像で低信号となるwaxy noduleの存在が特徴的とされ、蝶形骨骨髄のT1強調像高信号と区別するにあたって脂肪抑制画像も有用。
光学顕微鏡によって得られる病理所見としては、様々な細胞から成り基底膜を有する境界上皮、中等度の炎症細胞浸潤を伴った深部の線維性結合組織といったものが知られる。もっとも、得られる病理組織が極めて少量であるため病理診断は困難であり、他の嚢胞性病変との鑑別も困難である。
鑑別疾患としては、画像上で似るくも膜嚢胞、病理像で似る頭蓋咽頭腫・類上皮腫などが挙がる。特に頭蓋咽頭腫は、画像・病理所見の混在を認めることがあり同一スペクトラム疾患の可能性も指摘されている関係だが、予後・再発率・後治療の有無といった点が大きく異なるため鑑別は重要である。BRAFV6001染色がときに有用とされる。

## 治療
症候性のものは外科治療により頭痛と視力視野障害の改善・下垂体前葉機能の若干の改善が期待される。もっとも、一部の嚢胞は自然に縮小するため頭痛以外の症状がない症例では経過観察が選択されることも多く、また炎症に由来する下垂体機能低下は回復が期待されづらい。
外科的治療の内容は嚢胞壁の開放と内容物ドレナージであり、開窓にあたってはHardy手術が施行されることが多い。鞍上部のものや巨大なものでは開頭術も行われうる。また、術後に一過性もしくは永久の尿崩症を生じうること・1～2割で再発することが知られている。術後の機能低下については、術中に前葉を切開せざるを得ないこと・術中の操作のため炎症が後葉に波及することが要因とも推測される。
その他の治療法に関しては定かでないが、ステロイド投与により嚢胞が短期間で縮小したとする症例報告が日本国内である。

## 疫学
日本においては、手術適応がなく経過観察となった症例の1割で増大、2割で縮小を認めたという報告がある。